# ISO 20671
La norma internazionale ISO 20671 Brand evaluation -- Principles and fundamentals da Novembre 2021 divenuta ISO 20671-1 in italiano Valutazione del marchio - Principi e fondamenti, fornisce orientamenti alle organizzazioni, indipendentemente dalla loro attività o dimensione, sulla valutazione dei brand.
Questo standard è stato sviluppato dal comitato ISO/TC289.

## Storia
Lo standard è stato sviluppato dal comitato ISO TC 289, che ha iniziato il progetto a maggio 2016, terminandolo nel corso del Plenary Meeting ISO/TC 289 tenuto a Milano presso la sede UNI dall'11 al 13 Giugno 2018.
La prima edizione di ISO 20671 è stata pubblicata a Marzo 2019. la nuova denominazione ISO 20671-1:2021 è stata pubblicata a Novembre 2021.

## Principali requisiti dello standard
La norma ISO 20671-1:2021 adotta la struttura con la seguente ripartizione:
- 1 Scopo
- 2 riferimenti normativi
- 3 Termini e definizioni
- 4 Principi di conduzione di una valutazione del marchio
  - 4.1 Principi generali
  - 4.2 Trasparenza
  - 4.3 Coerenza
  - 4.4 Obiettività
- 5 Fondamenti di valutazione del marchio
  - 5.1 Generale
  - 5.2 Elementi
    - 5.2.1 Generale
    - 5.2.2 Elementi tangibili
    - 5.2.3 Elementi di qualità
    - 5.2.4 Elementi di innovazione
    - 5.2.5 Elementi di servizio
    - 5.2.6 Elementi immateriali

  - 5.3 Dimensioni
    - 5.3.1 Dimensione legale
    - 5.3.2 Dimensione cliente/altri stakehoder
    - 5.3.3 Dimensione del mercato
    - 5.3.4 Dimensione dell'ambiente economico e politico
    - 5.3.5 Dimensione finanziaria
- 6 Considerazioni sulla valutazione del marchio
  - 6.1 Personale
  - 6.2 Pratiche e processi
  - 6.3 Audit di valutazione del marchio
  - 6.4 Data sourcing
  - 6.5 Risultati della valutazione del marchio
- Allegato A (informativo) Esempi di indicatori per elementi e dimensioni
- Bibliografia

## Cronologia
| Anno | Descrizione                            |
| ---- | -------------------------------------- |
| 2019 | ISO 20671 (1ª Edizione)                |
| 2021 | ISO 20671-1 (1ª Edizione come Parte 1) |